# Zakonik kanonskog prava (1917.)
Zakonik kanonskog prava (skraćeno 1917 CIC, prema latinskom nazivu Codex Iuris Canonici), poznat i kao Pio-Benediktinski zakonik, predstavlja prvu službenu i cjelovitu kodifikaciju latinskog kanonskog prava.
Njegovu izradu naredio je papa Pio X. 1904. godine, a rad na kodifikaciji vodilo je Povjerenstvo za kodifikaciju kanonskog prava pod vodstvom kardinala Pietra Gasparrija. Završeni tekst proglašen je 27. svibnja 1917. pod papom Benediktom XV., a stupio je na snagu 19. svibnja 1918. Ovaj zakonik često se opisuje kao "najveća revolucija u kanonskom pravu od vremena Gracijana" (1150-ih godina).
Zakonik iz 1917. godine sastojao se od 2.414 kanona i ostao je na snazi do 27. studenoga 1983., kada je stupanjem na snagu novog Zakonika kanonskog prava službeno ukinut.